# Alessandro Farnese
Alessandro Farnese, III duca di Parma e Piacenza, IV duca di Castro (Roma, 27 agosto 1545 – Arras, 3 dicembre 1592), è stato un generale, politico e nobile italiano.
Per lungo tempo al servizio della Spagna come comandante dell'Armata delle Fiandre, fu tra i massimi condottieri del XVI secolo, le cui vittorie diedero forma all'assetto politico dell'Europa moderna.

## Biografia

### Nascita e battesimo

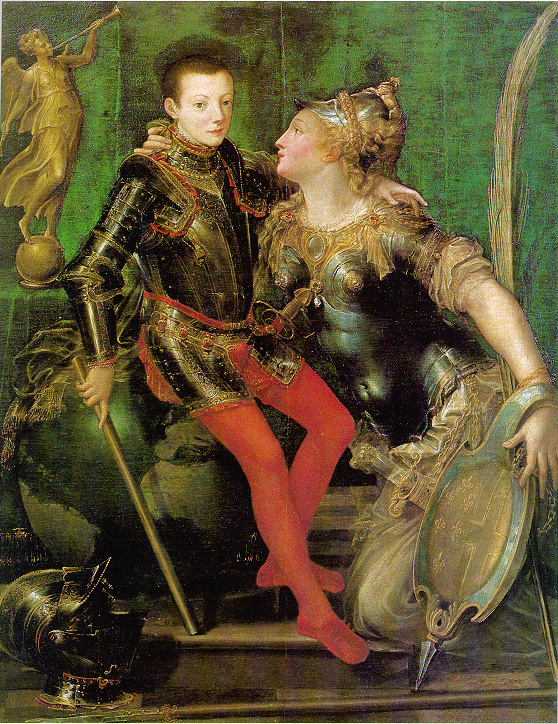
Parma abbraccia Alessandro Farnese di Girolamo Mazzola Bedoli

Alessandro Farnese nacque a Roma il 27 agosto del 1545 dal nobile Ottavio Farnese (1524-1586), nipote di papa Paolo III (1534-1549), e da Margherita d'Austria (1521-1586), figlia naturale, successivamente legittimata, di Carlo V d'Asburgo (1500-1558) e della sua amante fiamminga Giovanna van der Gheynst (1500-1541).
Fu battezzato, insieme al gemello Carlo, morto prematuramente, nella basilica di Sant'Eustachio alla presenza di 19 cardinali e dello stesso Papa. Il padrino fu Carlo V e la madrina la regina di Francia; al corteo dei Reali, da palazzo Madama alla basilica, si aggiunse una seconda processione, dei trecento invitati che festeggiarono presso le terme di Caracalla.

### Infanzia ed educazione

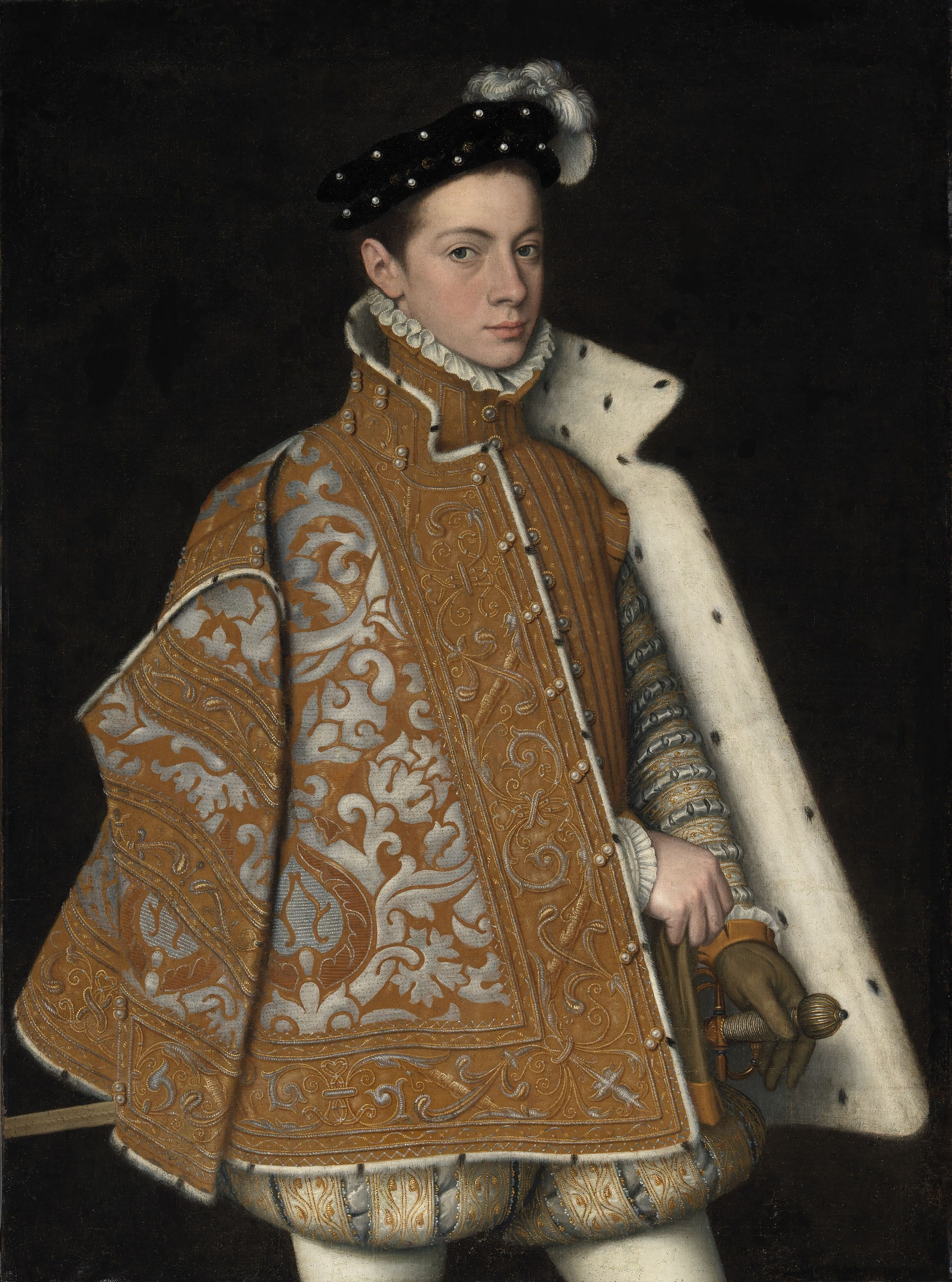
Ritratto di Alessandro Farnese nel 1560 dipinto da Sofonisba Anguissola

Alessandro trascorse i primi anni della sua vita a Parma dove, tra il 1551 e il 1552, fu testimone della guerra tra le truppe francesi e ducali contro quelle pontificie e imperiali. Nella cosiddetta guerra di Parma ebbe modo di ammirare la tenacia e l'abilità militare del padre e di vedere all'opera il commissario alla guerra e all'artiglieria del ducato Francesco De Marchi (1504-1576), grande esperto di fortificazioni e di tecnologie militari.
Durante il periodo trascorso a Parma gli fu impartita un'educazione eccellente, tanto che all'età di 10 anni fu capace di scrivere una lettera in latino allo zio il cardinale Alessandro Farnese (1520-1589).
Ragazzo di precoce ingegno, Alessandro ebbe come precettori Giuliano Ardinghelli, commendatore dell'Ordine di Malta, Francesco Paciotto e il Salomone per le materie scientifiche, mentre Francesco Luisino d'Udine si occupò della sua cultura letteraria anche se il principe anteponeva l'esercizio fisico a quello mentale.

### Alla corte di Spagna

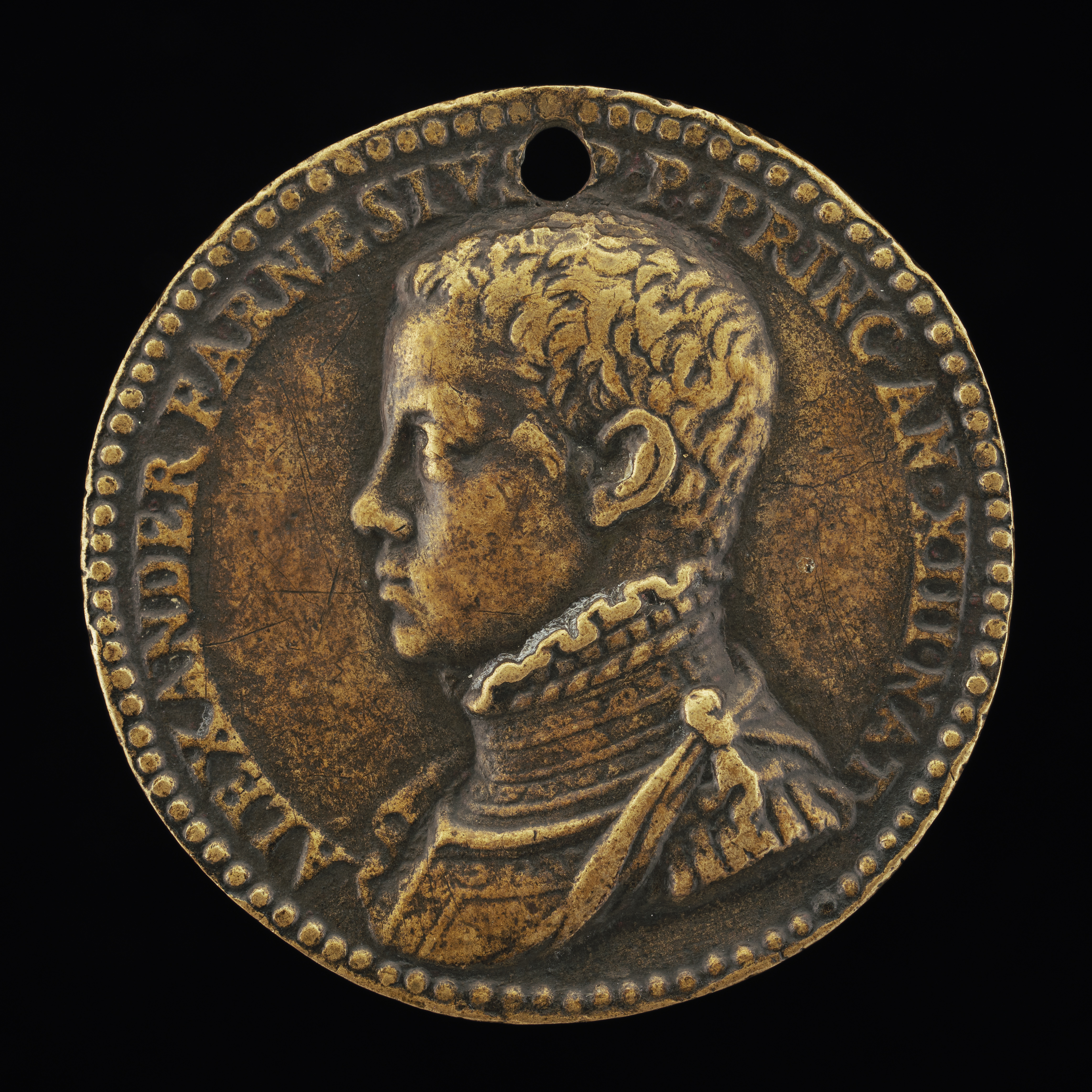
Medaglia di Gianpaolo Poggini del 1558 raffigurante Alessandro Farnese

Dopo la guerra di Parma, Ottavio seguì una politica sempre più filospagnola, rinnegando l'amicizia francese. Come conseguenza della convenzione di Gand del 15 settembre 1556, occorsa tra Filippo II di Spagna (1527-1598) e il Duca Ottavio, Alessandro venne invitato - anche come ostaggio - alla corte spagnola, che si trovava a Bruxelles, dove, nel dicembre dello stesso anno, fu accompagnato dalla madre, sorellastra di Filippo. L'accoglienza dello zio fu calorosa e Alessandro ne conquistò presto la stima, divenendo suo accompagnatore in ogni attività.
Il 21 settembre 1558 morì Carlo V, così Filippo dovette rientrare in Spagna, lasciando Margherita a governare le Fiandre, portando con sé Alessandro.
Oltre a Filippo, Alessandro conobbe un altro figlio naturale, poi legittimato, di Carlo V, suo zio, Don Giovanni d'Austria con il quale, anche per via della comune età, strinse una forte e duratura amicizia, destinata a durare per tutta la vita.
Alla corte spagnola Alessandro venne iniziato ai principi della scienza politica e venne educato a rispettare l'autorità legittima e la religione. Seguì i corsi di filosofia e di scienze esatte all'università di Alcalá de Henares.

### Matrimonio

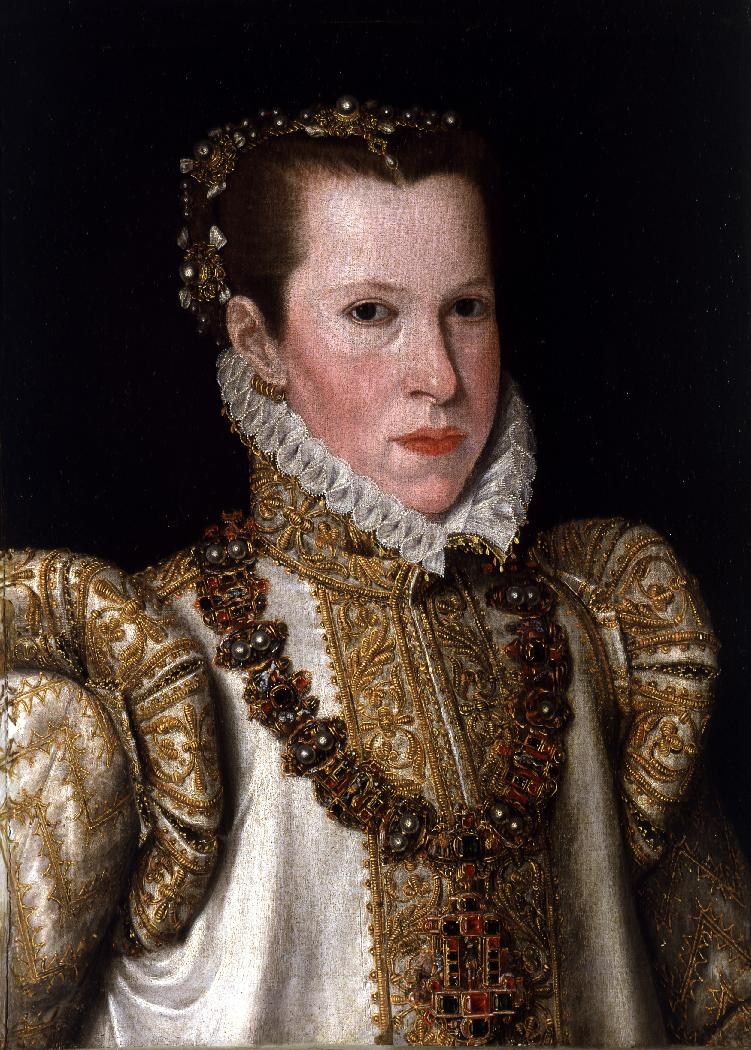
Ambito di Anthonis Mor, Ritratto di Maria d'Aviz, Pinacoteca Stuard, Parma.

Alessandro rimase in Spagna per circa sei anni. Nel frattempo il padre voleva farlo sposare con una Medici o con una Este, ma Filippo II era contrario a questo matrimonio tra italiani, per cui decise di farlo sposare con una sua figlia, ma Margherita d'Austria non fu d'accordo. Si optò allora per la infanta Maria d'Aviz (1541-1577), figlia maggiore dell'Infante Duarte d'Aviz, figlio a sua volta di Manuele I del Portogallo.
Il matrimonio fu celebrato in Belgio l'11 novembre 1565. Nel 1567 gli sposi si trasferirono a Parma. Qui, quell'anno, nacque la primogenita Margherita; due anni dopo nacque l'erede al trono ducale Ranuccio. Nonostante ciò Alessandro mal sopportava la vita oziosa a cui era costretto. Per cercare di passare al meglio il tempo, il Farnese si dedicò all'equitazione, alla scherma e allo studio dell'arte militare.

### A Parma

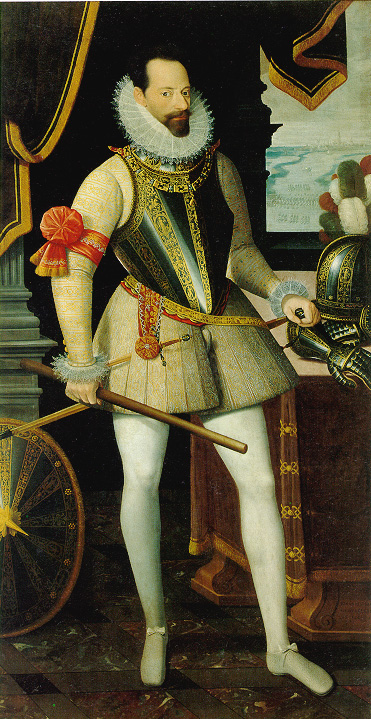
Il duca Alessandro di Parma ritratto da Jean le Saive

Mentre Alessandro languiva a Parma, il pericolo turco si faceva sempre più pressante. Nel luglio del 1570 gli Ottomani assalirono Cipro, conquistandone quasi subito Nicosia, ma trovando problemi con la roccaforte veneziana di Famagosta. Scosso da questi avvenimenti papa Pio V (1566-1572) fece appello all'intera Cristianità per la formazione di una lega che potesse combattere contro la flotta turca, che stava diventando padrona del Mediterraneo.

### Battaglia di Lepanto

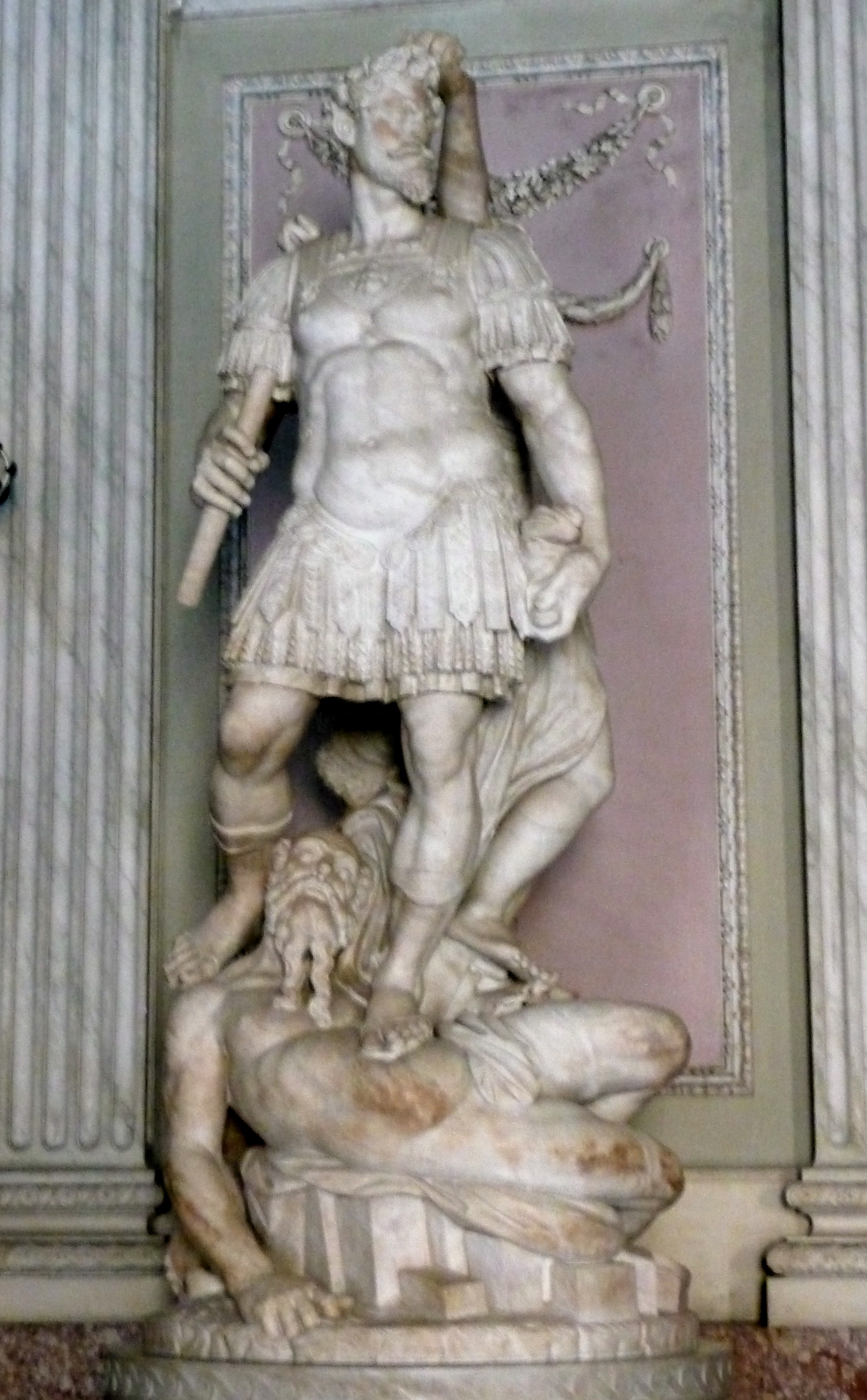
Gruppo marmoreo alla Reggia di Caserta
Alessandro Farnese incoronato dalla Vittoria

Il 20 maggio 1571 si giunse ad un accordo. Comandante supremo della flotta sarebbe stato don Giovanni d'Austria, lo zio e amico fraterno di Alessandro, che, immediatamente, lo volle al suo fianco.
Per Alessandro era un'opportunità da non lasciarsi sfuggire. Radunò intorno a sé numerosi esponenti di famiglie parmensi e piacentine e partì con un primo piccolo contingente, che si unì all'esercito di don Giovanni, imbarcandosi a Genova il 26 luglio 1571.
Altri soldati s'imbarcarono alla Spezia nel mese di agosto.
Il contingente parmense era formato da 24 gentiluomini e 300 soldati.
A causa della diversità delle componenti della flotta cristiana, presto iniziarono a crearsi numerose difficoltà di convivenza. Tali difficoltà erano accentuate dal fatto che anziani ed esperti ammiragli erano costretti a stare alle dipendenze di un ventiquattrenne senza alcuna esperienza marinaresca.
Il 1º ottobre la situazione esplose. Se Alessandro non fosse riuscito a placare l'ira dello zio ed a ristabilire l'ordine tra gli ammiragli, la flotta spagnola e quella veneziana sarebbero giunte ad uno scontro. Per questo intervento Alessandro venne personalmente elogiato dal papa stesso.

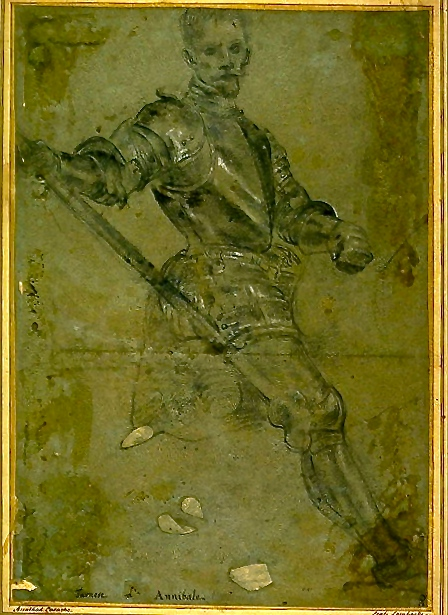
Annibale Carracci, Studio per un ritratto equestre di Alessandro Farnese

Il 7 ottobre, sei giorni dopo questo avvenimento, la flotta cristiana e quella turca si scontrarono nelle acque del golfo di Lepanto, in Grecia.
La battaglia fu violentissima ed Alessandro si distinse ancora una volta per il suo coraggio e la sua perizia militare: la sua nave fu attaccata da tre galere turche, egli si lanciò da solo all'arrembaggio della più grossa di queste facendo strage di turchi col suo spadone a due mani, inizialmente fu seguito dal solo valoroso soldato spagnolo D'Avalos, ma poi incoraggiati anche gli altri si lanciarono nella mischia e la nave fu infine conquistata per scoprire che si trattava dell'ammiraglia in cui era contenuto niente meno che il tesoro del sultano turco.
L'esito dello scontro fu favorevole alla Lega Santa, che sbaragliò la flotta turca, assai più numerosa, liberò 15 000 schiavi cristiani impiegati come rematori e pose termine all'espansionismo turco.
Il 2 ottobre 1572, 5 000 soldati della Lega Santa e guidati da Alessandro, sbarcarono a Navarino per catturare il castello locale, controllato da una guarnigione ottomana. Durante la notte  le truppe alleate salirono il ripido pendio fino al castello turco, fecero diversi tentativi per catturarlo, ma la guarnigione fu rinforzata da distaccamenti di Modon e l'assedio finì con un fallimento, provocando la morte di 750 uomini.
Al ritorno, Alessandro tornò alla vecchia vita che conduceva a Parma: raccontano i suoi biografi che per spezzare l'odiosa monotonia della vita di corte, Alessandro era solito aggirarsi da solo e travestito, di notte, per le strade di Parma, e sfidare a duello le bande di tagliagole e bravacci che infestavano la città. Nel 1573 la coppia fu allietata dalla nascita di Odoardo, futuro cardinale.
L'8 luglio 1577 morì la principessa Maria di Portogallo. Questa morte troncò l'ultimo legame che univa Alessandro al ducato.

### Nelle Fiandre

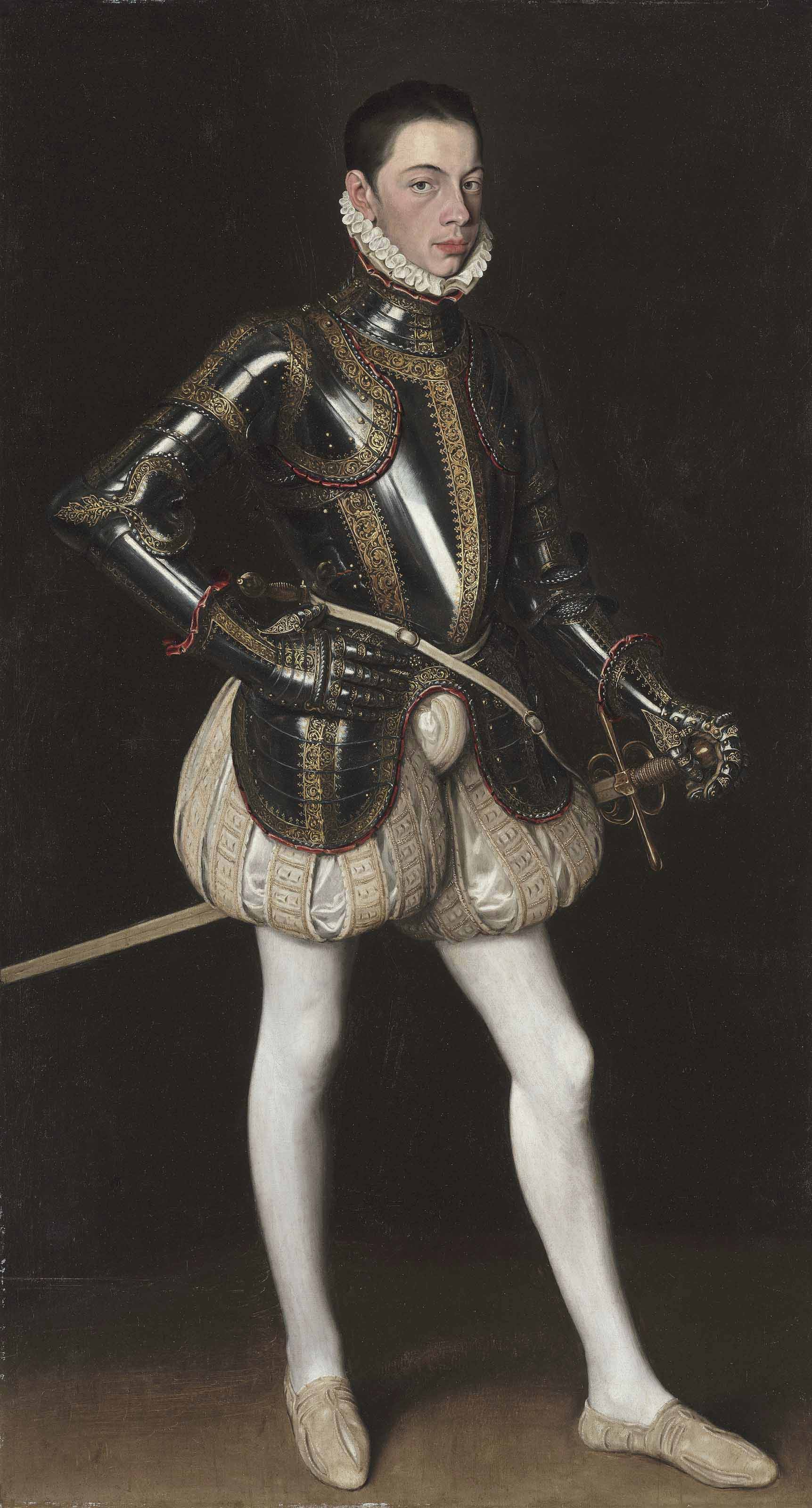
Alessandro Farnese ritratto con i paramenti militari da Anthonis Mor e Alonso Sánchez Coello

Il 1577 fu anche l'anno dell'arrivo, dietro invito di Filippo II e su richiesta di don Giovanni, di Alessandro nelle Fiandre. Il 15 dicembre attraversò le Alpi per non far più ritorno in Italia.
La Spagna, nonostante la legittimità delle sue pretese, a causa del malgoverno del precedente governatore, Fernando Álvarez de Toledo, duca d'Alba, rischiava di essere scacciata dalla fazione protestante guidata dal principe Guglielmo d'Orange-Nassau (1533-1584) e spalleggiata dal Regno d'Inghilterra.
La prima preoccupazione di Alessandro fu quella di riorganizzare l'esercito, operazione che diede i suoi frutti il 31 gennaio 1578, quando le truppe spagnole sconfissero quelle orangiste nei pressi di Gembloux. La vittoria avvenne grazie ad un'audace azione del Farnese che si lanciò alla carica del fianco sinistro della cavalleria avversaria, alla guida di pochi lanceri, causandone la rovinosa ritirata che portò il caos tra le file nemiche permettendo a don Giovanni d'Austria di sfondare per via centrale. Farnese agì di sua iniziativa, rischiando la vita e contravvenendo agli ordini. A vittoria ottenuta don Giovanni lo rimproverò amichevolmente, ma subito dopo lo abbracciò davanti ai soldati.

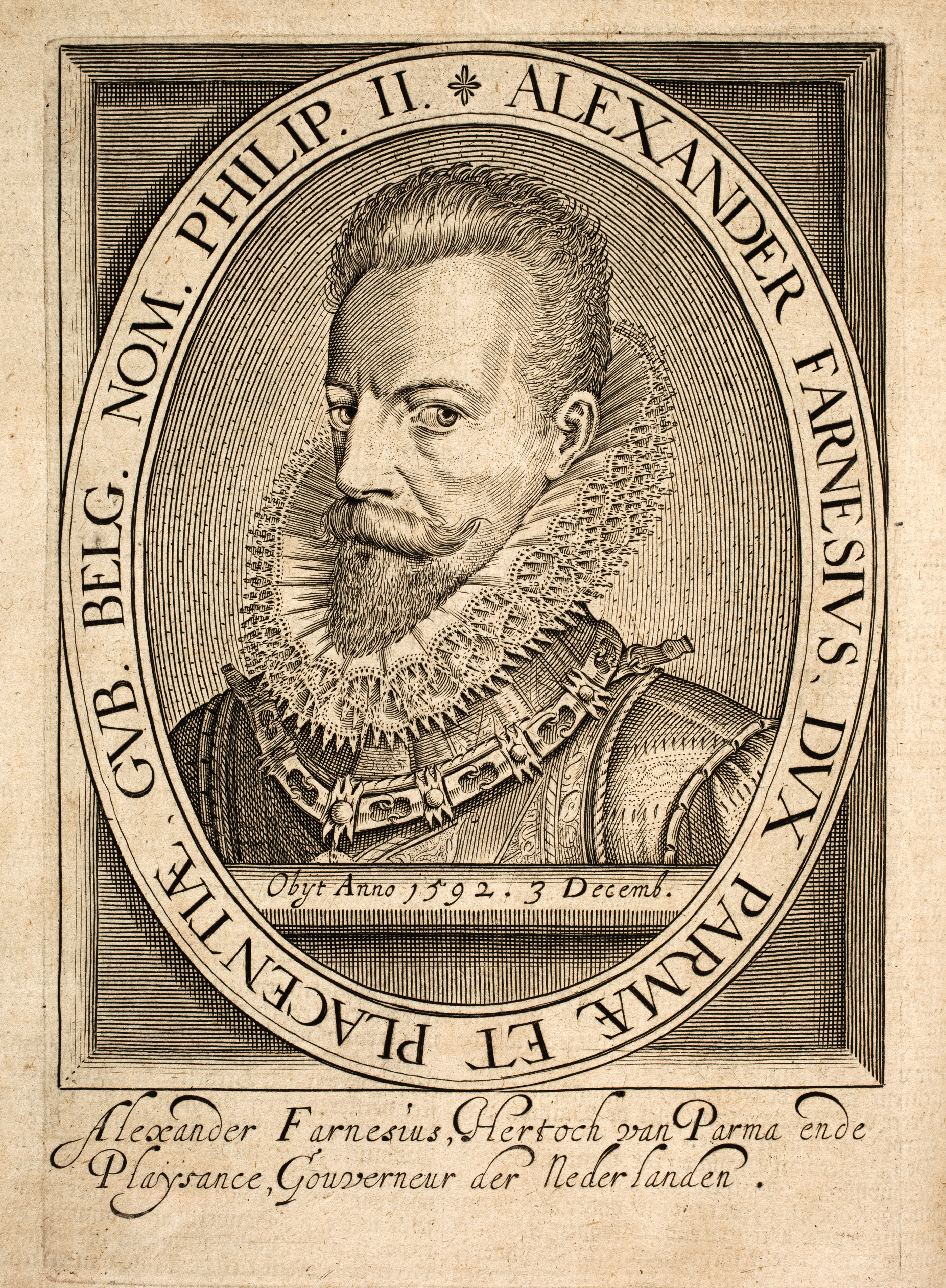
Alessandro Farnese in una stampa d'epoca

Dopo questa battaglia le sorti della guerra volsero in favore delle forze imperiali, tanto che gli orangisti furono costretti a chiedere aiuto al cattolico Francesco Ercole di Valois, duca d'Angiò (1554-1584), che li sosteneva in funzione antispagnola.
All'età di 32 anni, il 1º ottobre 1578, morì don Giovanni d'Austria, così Filippo II, ritenendo Alessandro uno dei suoi più abili e fidati collaboratori, lo designò governatore generale delle Fiandre e di Borgogna e capitano generale dell'esercito.
La situazione delle Fiandre non era delle migliori, ma Alessandro si impegnò con tutte le sue forze per venirne a capo. La sua moderazione si contrappose agli eccessi calvinisti, che trasformarono le guerre indipendentistiche in guerre di religione. Grazie a queste sue qualità egli diventò un elemento di aggregazione sia per i cattolici che per i protestanti moderati, che apprezzavano la sua lealtà, la sua moderazione e la disciplina delle sue truppe che non si davano mai al saccheggio ed alla depredazione, al contrario delle truppe orangiste e francesi.

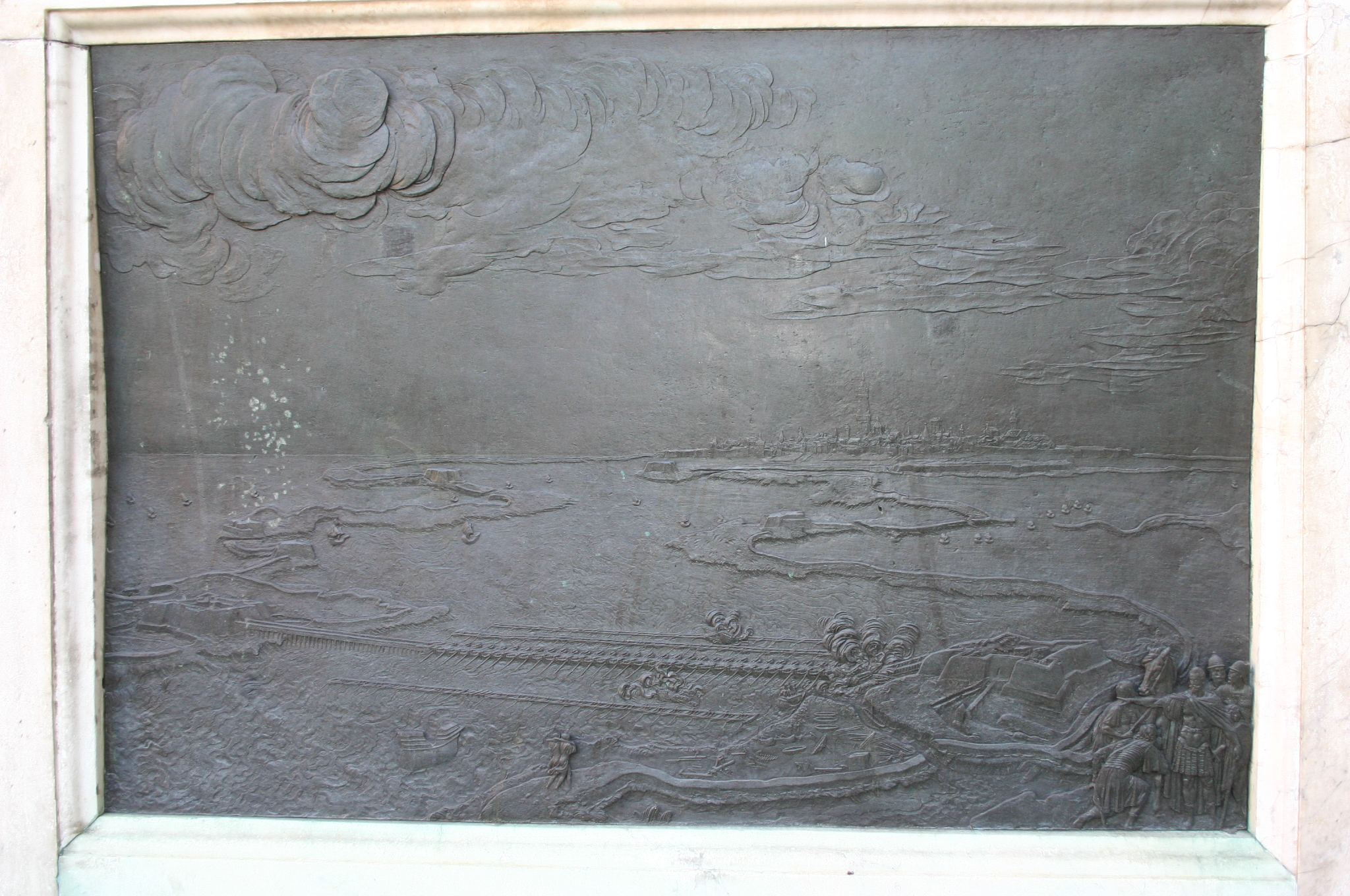
Alessandro Farnese ad Anversa.
Rilievo dal suo monumento a Piacenza

Il 17 maggio 1579 con la firma del trattato di Arras, le province cattoliche riconobbero Alessandro Farnese quale governatore rinunciando alle loro aspirazioni indipendentistiche in cambio di ampie garanzie al termine delle ostilità. A questo enorme successo diplomatico seguì, il 29 giugno la conquista di Maastricht.
I due anni che seguirono furono caratterizzati dalla seconda nomina di Margherita d'Austria a governatrice delle Fiandre, nomina mai gradita da Alessandro, che la considerava lesiva del proprio prestigio e pericolosa per la sua opera di pacificazione del paese. Filippo II revocò la nomina il 13 dicembre 1581. Nel frattempo il duca d'Angiò cercava continuamente di conquistare la regione, ma veniva costantemente rintuzzato da Alessandro, che continuava a fungere da polo d'attrazione per tutti i moderati.
Il 13 luglio 1584 venne ucciso Guglielmo d'Orange, il capo carismatico dei protestanti. Da qui in poi i successi furono ininterrotti: il 17 settembre 1584 conquistò Gand e, nel marzo 1585 Bruxelles e Nimega. Il 17 agosto 1585 cadde anche Anversa, per bloccare la quale, dalla parte del mare, fu costruito un ponte lungo 720 metri.
Per questa impresa Alessandro Farnese ricevette le insegne dell'Ordine del Toson d'oro, e la restituzione formale della città di Piacenza, fino ad allora in mani spagnole, che gli consentì di ristabilire l'integrità territoriale del suo ducato.
Negli anni che seguirono Alessandro fu impegnato nella preparazione della guerra all'Inghilterra, impresa vanificata dall'annientamento della flotta spagnola (Invincibile Armata) nel 1588.

### Duca di Parma

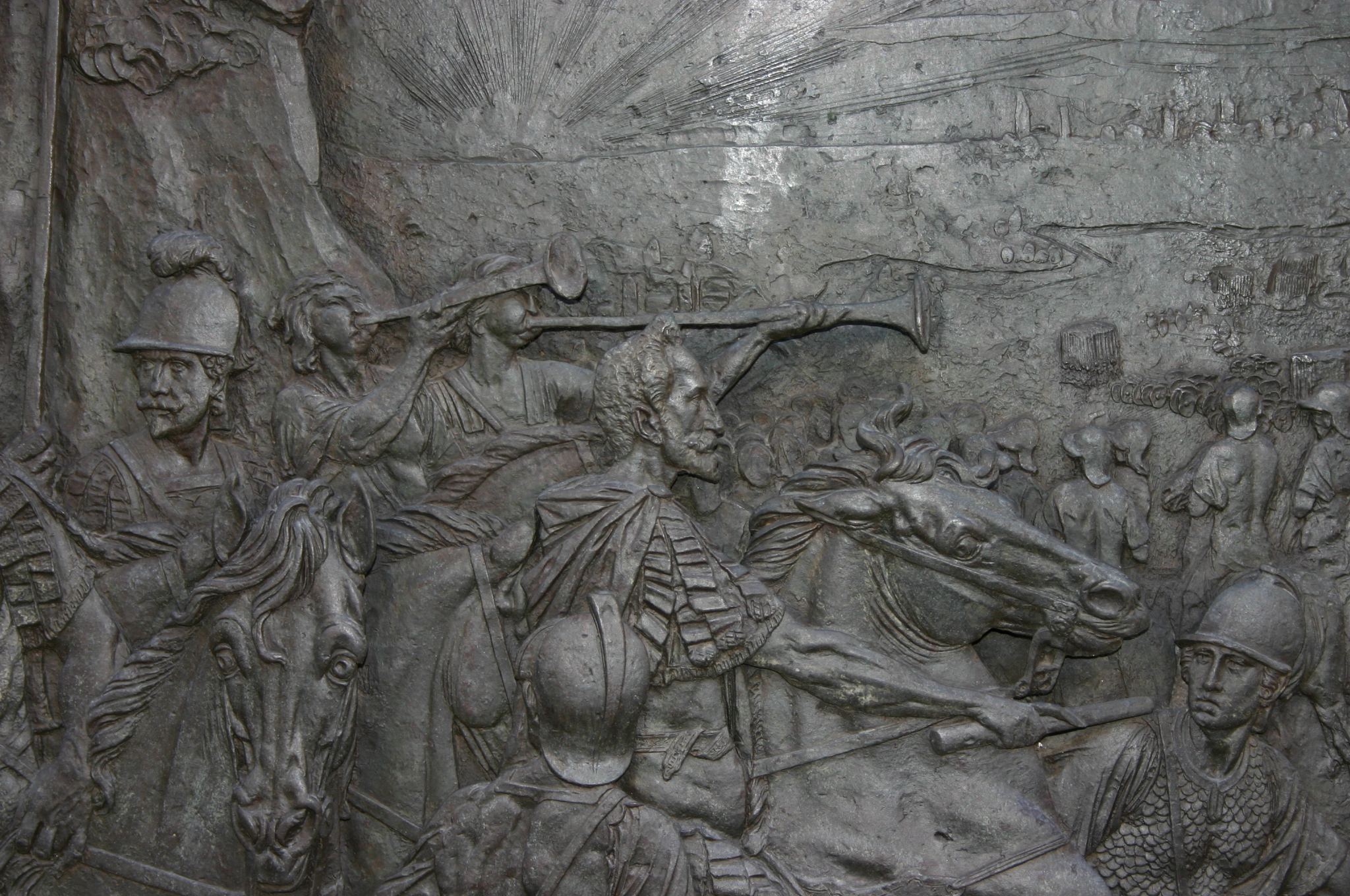
Alessandro Farnese riceve gli ambasciatori inglesi.
Rilievo dal suo monumento a Piacenza.

Alla morte del padre Ottavio, nel 1586, Alessandro divenne duca di Parma, ma non governò mai il suo paese, nominando reggente il figlio diciassettenne Ranuccio (1569-1622).
Negli ultimi anni della sua vita fu costretto da Filippo II a prendere parte alle guerre di religione che si svolgevano in Francia.
Nel settembre del 1590 liberò Parigi dall'assedio degli ugonotti guidati da Enrico di Borbone (1553-1610), re di Navarra, in seguito tornò nelle Fiandre per combattere contro Maurizio di Nassau (1567-1625), figlio e successore di Guglielmo.
Il 20 aprile 1592 liberò Rouen dall'assedio di Enrico di Navarra e, durante un'ispezione nei pressi di Caudebec, fu ferito ad una mano.
La ferita minò ancora di più la sua salute già precaria e fu costretto a chiamare il figlio Ranuccio per prendere il comando delle truppe. Rientrato nelle Fiandre si dichiarò pronto a riprendere le operazioni in Francia, ma alla corte di Madrid, gelosa dei suoi successi, fu accusato di slealtà nei confronti del re, che lo rimosse dall'incarico di governatore.

### Morte

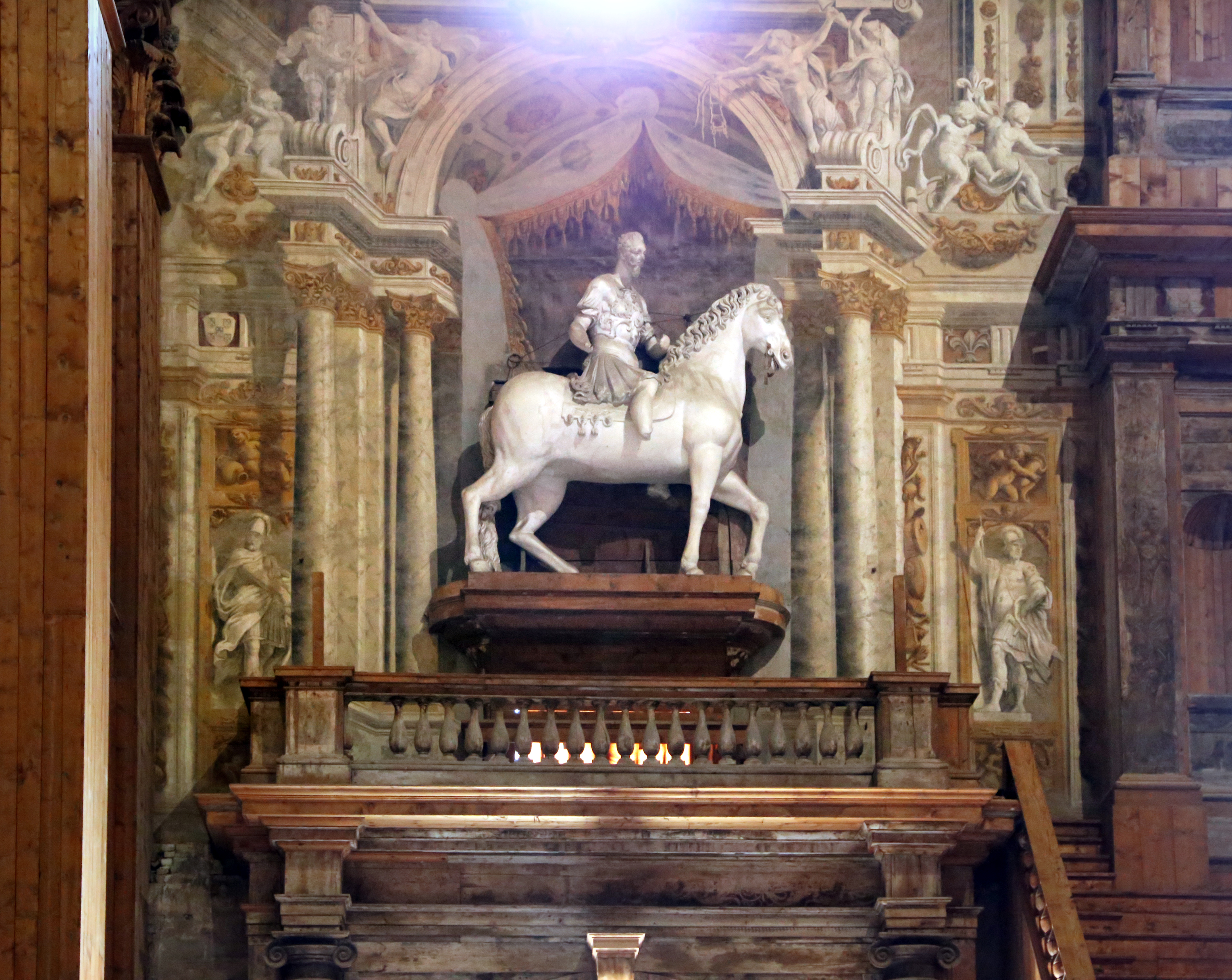
Teatro Farnese, statua equestre di Alessandro Farnese, sopravvissuta al progetto originale seicentesco

La sua salute peggiorò rapidamente e, nella notte tra il 2 e il 3 dicembre, nel monastero di San Waast, morì confortato dai sacramenti.
I suoi resti mortali furono rivestiti dell'abito cappuccino, traslate a Parma e inumate nella chiesa dei cappuccini, accanto alla tomba della moglie. In seguito, i suoi resti mortali vennero traslati nella cripta della Basilica della Madonna della Steccata, dove si trovano tutt'oggi. La morte gli risparmiò di vedere il provvedimento con cui veniva sollevato dall'incarico di governatore.
La morte di Alessandro "offuscò la forte visibilità degli italiani nell’esercito multinazionale ispanico e fece scomparire quei favori che il Farnese era stato accusato di elargire con eccessiva generosità ai propri connazionali al punto che, dopo la sua morte gli spagnoli si permisero nei confronti dei soldati italiani un’eccessiva licenza che non avevano potuto adoperare quando il duca di Parma era in vita".
Alessandro Farnese sancì con le sue vittorie la definitiva separazione delle Fiandre tra i Paesi Bassi calvinisti che ottennero finalmente l'indipendenza nel 1648, e le province del sud che rimasero nell'orbita cattolica prima degli Asburgo di Spagna, poi degli Asburgo d'Austria, pur se con numerose amputazioni territoriali a favore della Francia. Tali province andarono in seguito a formare l'odierno Belgio.

Stemma del Tercio "Alejandro Farnesio"

Nel 1950 venne creato a Villa Sanjurjo (oggi Alhucemas), in Marocco, il quarto Tercio (reggimento) della Legione Spagnola cui venne dato il nome, per volontà dello stesso Francisco Franco, di Alessandro Farnese (Alejandro Farnesio in spagnolo). Il tercio onorò il nome che portava e si impose, negli anni cinquanta e sessanta del novecento, come una delle unità di punta della Legione, guadagnandosi la stima e l'affetto delle popolazioni arabe e berbere negli antichi possedimenti spagnoli del Marocco e del deserto del Sahara.
Nel gennaio 2020 è stata riesumata la salma del duca e sottoposta a ricognizione, per appurare le cause della morte.
L'indagine ha dissipato ogni dubbio escludendo l'avvelenamento ed attribuendo la morte a polmonite.

## Discendenza
Dalla consorte, Maria d'Aviz, Alessandro ebbe:
- Margherita (1567-1643), moglie ripudiata di Vincenzo I Gonzaga;
- Ranuccio (1569-1622), sposò Margherita Aldobrandini;
- Odoardo (1573-1626), cardinale.

Dopo la morte di sua moglie, Alessandro ebbe una figlia naturale dalla dama fiamminga Catherine de Roquoi: 
- Isabella Margherita de Par, abbreviazione di Parma (Lussemburgo, 1578 - Lisbona, 1610), sposata a Rouen nell'Aprile del 1592 con il portoghese D. João de Meneses il Rosso (Penamacor, c. 1550 - Madrid, 1604); madre di:
  - Leonor de Meneses (c. 1600 - ?), unica figlia ed erede, sposata a Penamacor prima del 1630 con Pedro Álvares Cabral, castellano di Belmonte; madre di numerosi figli, tra cui:
    - Fernando Cabral, castellano di Belmonte, governatore di Pernambuco.

## Ascendenza
|                          |                        |                                  | Genitori                 |  |  | Nonni |  |  | Bisnonni       |  |  | Trisnonni                  |  |
|                          |                        |                                  |                          |  |  |       |  |  | Papa Paolo III |  |  | Pier Luigi Farnese Seniore |  |
|                          |                        |                                  |                          |  |  |       |  |  | Papa Paolo III |  |  | Pier Luigi Farnese Seniore |  |
|                          |                        | Giovanna Caetani di Sermoneta    |                          |  |  |       |  |  | Papa Paolo III |  |  |                            |  |
| Pier Luigi Farnese       |                        |                                  |                          |  |  |       |  |  | Papa Paolo III |  |  |                            |  |
|                          |                        | Silvia Ruffini                   | Rufino Ruffini           |  |  |       |  |  |                |  |  |                            |  |
|                          |                        | Silvia Ruffini                   | Rufino Ruffini           |  |  |       |  |  |                |  |  |                            |  |
|                          |                        | Silvia Ruffini                   | Giovannella Caetani      |  |  |       |  |  |                |  |  |                            |  |
| Ottavio Farnese          |                        | Silvia Ruffini                   |                          |  |  |       |  |  |                |  |  |                            |  |
|                          |                        | Ludovico Orsini                  | Niccolò Orsini           |  |  |       |  |  |                |  |  |                            |  |
|                          |                        | Ludovico Orsini                  | Niccolò Orsini           |  |  |       |  |  |                |  |  |                            |  |
|                          |                        | Ludovico Orsini                  | Elena Conti              |  |  |       |  |  |                |  |  |                            |  |
| Gerolama Orsini          |                        | Ludovico Orsini                  |                          |  |  |       |  |  |                |  |  |                            |  |
|                          |                        | Giulia Conti                     | Giacomo Conti            |  |  |       |  |  |                |  |  |                            |  |
|                          |                        | Giulia Conti                     | Giacomo Conti            |  |  |       |  |  |                |  |  |                            |  |
|                          |                        | Giulia Conti                     | Isabella Carafa          |  |  |       |  |  |                |  |  |                            |  |
| Alessandro Farnese       |                        | Giulia Conti                     |                          |  |  |       |  |  |                |  |  |                            |  |
|                          | Filippo I di Castiglia | Massimiliano I d'Asburgo         |                          |  |  |       |  |  |                |  |  |                            |  |
|                          | Filippo I di Castiglia | Massimiliano I d'Asburgo         |                          |  |  |       |  |  |                |  |  |                            |  |
|                          | Filippo I di Castiglia | Maria di Borgogna                |                          |  |  |       |  |  |                |  |  |                            |  |
| Carlo V d'Asburgo        | Filippo I di Castiglia |                                  |                          |  |  |       |  |  |                |  |  |                            |  |
|                          |                        | Giovanna di Castiglia            | Ferdinando II di Aragona |  |  |       |  |  |                |  |  |                            |  |
|                          |                        | Giovanna di Castiglia            | Ferdinando II di Aragona |  |  |       |  |  |                |  |  |                            |  |
|                          |                        | Giovanna di Castiglia            | Isabella di Castiglia    |  |  |       |  |  |                |  |  |                            |  |
| Margherita d'Austria     |                        | Giovanna di Castiglia            |                          |  |  |       |  |  |                |  |  |                            |  |
|                          |                        | Gilles Johann van der Gheynst    | …                        |  |  |       |  |  |                |  |  |                            |  |
|                          |                        | Gilles Johann van der Gheynst    | …                        |  |  |       |  |  |                |  |  |                            |  |
|                          |                        | Gilles Johann van der Gheynst    | …                        |  |  |       |  |  |                |  |  |                            |  |
| Giovanna van der Gheynst |                        | Gilles Johann van der Gheynst    |                          |  |  |       |  |  |                |  |  |                            |  |
|                          |                        | Johanna van der Caye van Cocambi | …                        |  |  |       |  |  |                |  |  |                            |  |
|                          |                        | Johanna van der Caye van Cocambi | …                        |  |  |       |  |  |                |  |  |                            |  |
|                          |                        | Johanna van der Caye van Cocambi | …                        |  |  |       |  |  |                |  |  |                            |  |
|                          |                        | Johanna van der Caye van Cocambi |                          |  |  |       |  |  |                |  |  |                            |  |